# Крейсера-минные заградители типа «Бруммер»
Лёгкие крейсера́ (крейсера-минные заградители) ти́па «Бру́ммер» — тип крейсеров германского императорского флота времён Первой мировой войны. Являлись модификацией лёгких крейсеров типа «Грауденц». Построено 2 единицы: «Бруммер» (SMS Brummer) и «Бремзе» (SMS Bremse). За счёт ослабления вооружения и бронирования могли принимать до 400 мин. «Бремзе» и «Бруммер» стали родоначальниками нового класса кораблей — крейсеров-минных заградителей.

## Проектирование
Крейсера-минные заградители этого типа создавались для активных минных постановок в Северном море.

## Конструкция

### Вооружение
Главный калибр состоял из четырёх 15 см SK L/45 орудий в одиночных установках расположенных в диаметральной плоскости, два из них помещены линейно-возвышенно на корме. Пушки имели максимальную дальность до 17 600 м. Боекомплект составлял 600 выстрелов или 150 снарядов на ствол. Зенитное вооружение кораблей состояло из пары 8,8 см SK L/45 зенитных орудий. Корабли могли принимать до 400 морских мин. Кроме того крейсера были также оснащены двумя 50 см торпедными аппаратами: с общим запасом из четырёх торпед.

## Служба
«Бруммер» — Заложен в 1915 году, спущен 11 декабря 1915 года, вошёл в строй 2 апреля 1916 года.
«Бремзе» — Заложен в 1915 году, спущен 11 марта 1916 года, вошёл в строй 1 июля 1916 года.
17 октября 1917 года, в Северном море, на линии Леруик — Берген «Бруммер» и «Бремзе» атаковали британский конвой, состоявший из 12 грузовых судов под охраной 2 эскадренных миноносцев и двух вооруженных траулеров. В ходе артиллерийского боя были потоплены эсминцы «Стронгбоу» и «Мэри Роуз», а также девять из двенадцати грузовых судов.
После заключения перемирия с 26.11.1918 «Бруммер» находился в Скапа-Флоу, а 21 июня 1919, после заключения Версальского мирного, договора корабль был затоплен экипажем. Поднимать его не стали — «Бруммер» до сих пор лежит на правом борту на глубине 21-30 метров.
21 июня 1919 г. в Скапа-Флоу команда «Бремзе» попыталась затопить свой корабль, но вмешались британцы. На борт крейсера прибыл отряд британских моряков, которые попытались спасти «Бремзе». Отсеки, в которых немцы открыли кингстоны, были уже затоплены, и прекратить поступление воды не получилось. Эсминец «Венеция» оттащил «Бремзе» на более мелкое место бухты у острова Мэйленд, где крейсер все-таки затонул, завалившись на правый борт на небольшой глубине. В 1929 г. предприниматель Эрнест Фрэнк Кокс купил у британского Адмиралтейства все затонувшие германские корабли для разделки на лом, смог поднять «Бремзе», после чего крейсер был отбуксирован для разборки на металл.

### Сноски
1. ↑  Все данные на момент вступления в строй
2. ↑  По немецкой классификации того времени — минные корабли (нем. Minendampfer)